# أمانة الدولة للهجرة السويسرية

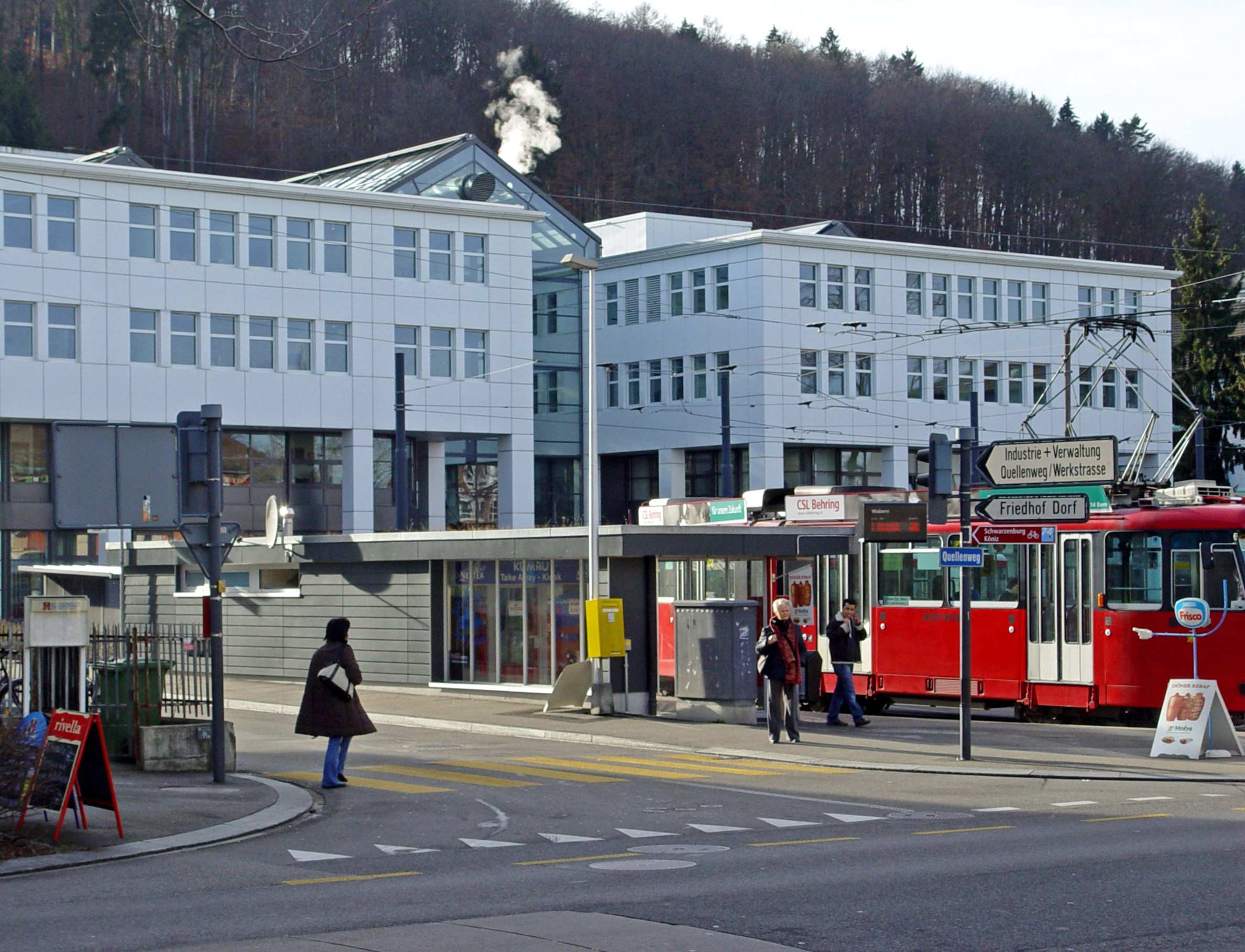
المبنى الرئيسي لأمانة الدولة للهجرة في فابرن بالقرب من برن.

كتابة الدولة للهجرة السويسرية المعروف بإختصار SEM (بالفرنسية: Secrétariat d’Etat aux migrations SEM) ، (بالإيطالية: Segreteria di Stato della migrazione SEM)) هي سلطة فدرالية تابعة لدولة سويسرا.
كتابة الدولة للهجرة مسؤولة عن الأمور المتعلقة بالأجانب بشكل عام (إصدار تأشيرات الدخول، وحظر الدخول، والتجنيس، وما إلى ذلك) والاعتراف باللاجئين الأجانب (الاعتراف باللجوء وإلغاءه)، وهي تتبع وزارة العدل والشرطة الاتحادية.
حتى 31 ديسمبر 2014 كانت تسمى المكتب الفيدرالي للهجرة (FOM).

## تنظيمات
تم إنشاء المكتب الفيدرالي الأصلي للهجرة المعروف إختصاراً ب (FOM) من خلال دمج المكتب الفيدرالي للاجئين (BFF) مع المكتب الفيدرالي للهجرة والاندماج والهجرة (IMES) في 1 يناير 2005. اعتبارًا من 1 يناير 2015، تمت إعادة تسمية FOM باسم أمانة الدولة للهجرة (SEM) نظرًا «لأهميتها المتزايدة» و «منطقة مسؤولية أوسع نطاقًا».
وزير الدولة (المدير) هو ماريو جاتيكر ترأس الوكالة على أساس مؤقت اعتبارًا من نوفمبر 2011 ورسميًا منذ عام 2012. قام بحل ألارد دو بوا ريمون الذي استمر من يناير 2010 حتى نهاية أكتوبر 2011.
تنقسم أمانة الدولة للهجرة SEM إلى قسم الموظفين وأربعة أقسام رئيسية:
- التخطيط والموارد؛
- التعاون الدولي؛
- الهجرة والاندماج؛
- اللجوء والعودة.

تضم أمانة الدولة للهجرة 729 وظيفة ونفقات سنوية تبلغ حوالي 1,127 مليون فرنك سويسري. توظف أمانة الدولة أيضًا خبراء ومترجمين فوريين يقومون بالترجمة أثناء الاستطلاعات. يتم استخدامها عند الضرورة ويتم تعويضها عن خدماتها وفقًا للجهد المبذول.

### المقر والفروع
يقع المقر الرئيسي لأمانة الدولة في فابيرن بالقرب من برن. بالإضافة إلى ذلك، يتم تشغيل ستة مراكز استقبال ومعالجة تدعى (EVZ) لطالبي اللجوء، والتي تهتم في المقام الأول باستقبال طالبي اللجوء على الحدود الوطنية ومسح موجز عن طريق سفرهم وأسباب تقديم طلبات اللجوء. منذ عام 2005، تم اتخاذ قرارات بشأن طلبات اللجوء هناك أيضًا.
تقع مراكز الاستقبال والمعالجة في ألتشتاتن وبازل وبرن وكياسو وكروزلينغن وفالورب. لدى أمانة الدولة للهجرة أيضًا قسم في مطار زيورخ ومطار جنيف.

### الاختصاص القضائي والأساس القانوني
أمانة الدولة مسؤولة عن:
1. ضمان سياسة خارجية تقودها سويسرا، وعلى وجه الخصوص:
  - قبول وإقامة الأجانب وفقًا لالتزامات القانون الدولي ومع مراعاة الأسباب الإنسانية ولم شمل العائلات.
  - قبول العمال الأجانب، مع مراعاة مصالح الاقتصاد الكلي، وفرص التكامل المهني والاجتماعي على المدى الطويل، وكذلك الاحتياجات العلمية والثقافية لسويسرا؛ (الأساس القانوني: القانون الاتحادي بشأن إقامة واستقرار الأجانب).[6]
2. تنفيذ سياسة اللجوء واللاجئين السويسرية. كتابة الدولة للهجرة هي المسؤولة عن إجراءات اللجوء بأكملها. كسلطة تحقيق، يجب أن تحدد الحقائق ذات الصلة من الناحية القانونية. يستند الإجراء إلى قانون اللجوء[7] والقانون الاتحادي للإجراءات الإدارية.[8] اتفاقية 4. نوفمبر 1950 لحماية حقوق الإنسان والحريات الأساسية.
3. خلق ظروف إطارية مواتية لإدماج السكان الأجانب الذين يعيشون في سويسرا وللتنمية الديمغرافية والاجتماعية المتوازنة.

### إجراءات اللجوء
كل إجراء للجوء معترف به من قبل أمانة الدولة للهجرة على أنه:
- «بدون توضيحات إضافية» (معالجة سريعة) أو
- «مع توضيحات إضافية»

تصنيف: يتم التمييز هنا بين المراجعة الأساسية لطلب اللجوء وعدم الاستجابة لطلب اللجوء (قرارعدم تقديم طعن).
تشمل التوضيحات الإضافية: تقارير الخبراء، مثل التوضيحات المتعلقة بالتنشئة الاجتماعية في بلد المنشأ المعني، ومسح إضافي من قبل الكاتب المسؤول في المقر الرئيسي في فابيرن بالقرب من برن واستفسارات السفارة من البعثات الدبلوماسية السويسرية في الخارج والمقربين منهم.
بعد تقديم طلب اللجوء في سويسرا، سيأخذ من طالبو اللجوء بياناتهم الشخصية بما في ذلك بصمات الأصابع وصور لهم، بعد قبول قصير الأجل في الغالب في مراكز اللجوء، يتم تعيين طالبي اللجوء في كانتون لإقامتهم وفقًا لقانون توزيع تم تقديمه لهذا الغرض، بحيث يتم توزيع طالبي اللجوء بالتساوي في سويسرا. تتم كتابة جميع الوثائق والمراسلات الأخرى بإحدى اللغات الرسمية لكانتون الإقامة الذي تم تعيين طالب اللجوء فيه.
إذا تم رفض طلب اللجوء، يمكن تقديم طعن إلى المحكمة الإدارية الفيدرالية (BVGer) ضد حكم أمانة الدولة للهجرة، حل هذا محل لجنة استئناف اللجوء السويسرية (ARK) من 1 يناير 2007 وتولت الإجراءات المعلقة هناك.
مع الإصدار الجديد من قانون اللجوء، كانت المواعيد النهائية للعلاج لإجراء تقديم شكوى تعيين يناير 2008 ؛ هناك فرق سواء تم التعامل مع الإجراء مع أو بدون توضيحات إضافية. يتم التعامل مع الشكاوى في حالة عدم القبول بسرعة كأولوية. نظرًا للعدد الكبير من إجراءات الشكوى المعلقة، كان من المشكوك فيه في البداية ما إذا كان يمكن الوفاء بالمواعيد النهائية للعلاج القانوني.
في يوليو / تموز 2007، كان هناك 6462 قضية معلقة أمام المحكمة الإدارية الاتحادية.
تنشر كتابة الدولة إحصائيات شهرية عن نظام اللجوء على موقعها الإلكتروني.

## انتقادات
منذ عام 2020 كانت هناك انتقادات متزايدة بسبب استخدام العنف ضد طالبي اللجوء في مراكز اللجوء الفيدرالية.